# 龙尾镇
龙尾镇，是中华人民共和国广东省揭阳市揭东区下辖的一个乡镇级行政单位。

## 行政区划
龙尾镇下辖以下地区：
龙尾社区、龙珠村、高明村、美联村、珠坑村、石坑村、东湖村、新丰村、四联村和河坑村。